# Silene humilis
Silene humilis är en nejlikväxtart som beskrevs av Carl Anton von Meyer. Silene humilis ingår i släktet glimmar, och familjen nejlikväxter. Inga underarter finns listade i Catalogue of Life.